# André Fierens
André J. Fierens (8 de fevereiro de 1898 - 12 de janeiro de 1971) foi um futebolista belga que  competiu nos Jogos Olímpicos de Verão de 1920. Ele ganhou a medalha de ouro como membro da Seleção Belga de Futebol.

## Ligações Externas
- Perfil